# Trabzon
Trabzon či Trapezunt (řecky Τραπεζούντα, Trapezunta) je město na pobřeží Černého moře nacházející se na severovýchodě Turecka. Je hlavním městem stejnojmenné provincie. Toto město nacházející se na historické hedvábné stezce hrálo po několik staletí roli tavicího kotle různých náboženství, jazyků a kultur a zároveň bylo střediskem pro obchod s Íránem na jihovýchodě a s Gruzií a Ruskem na severovýchodě. Město navštěvovali Benátčané a Janované, kteří zde prodávali hedvábné, lněné a vlněné látky. Během osmanského období se Trabzon díky významnosti svého přístavu stal ústředním bodem při obchodu s Íránem, Indií a Kavkazem. Během historie byl Trabzon základním prvkem několika státních útvarů a ve 13. století se stal hlavním městem Trapezuntského císařství. Podle sčítání lidu z roku 2006 má Trabzon 400 187 obyvatel. Do roku 1923 tvořili většinu obyvatel Pontští Řekové.

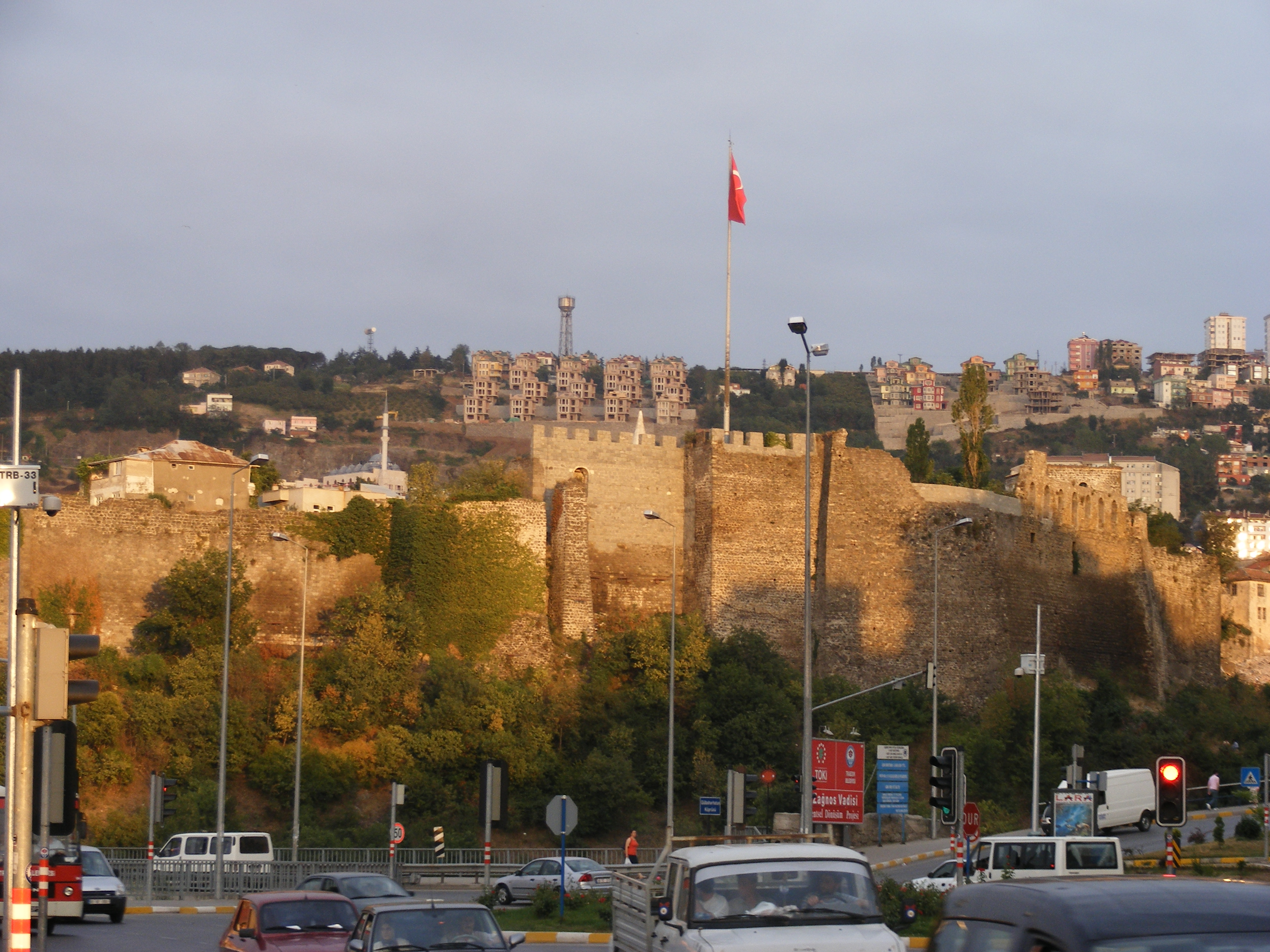
Trabzonské hradby

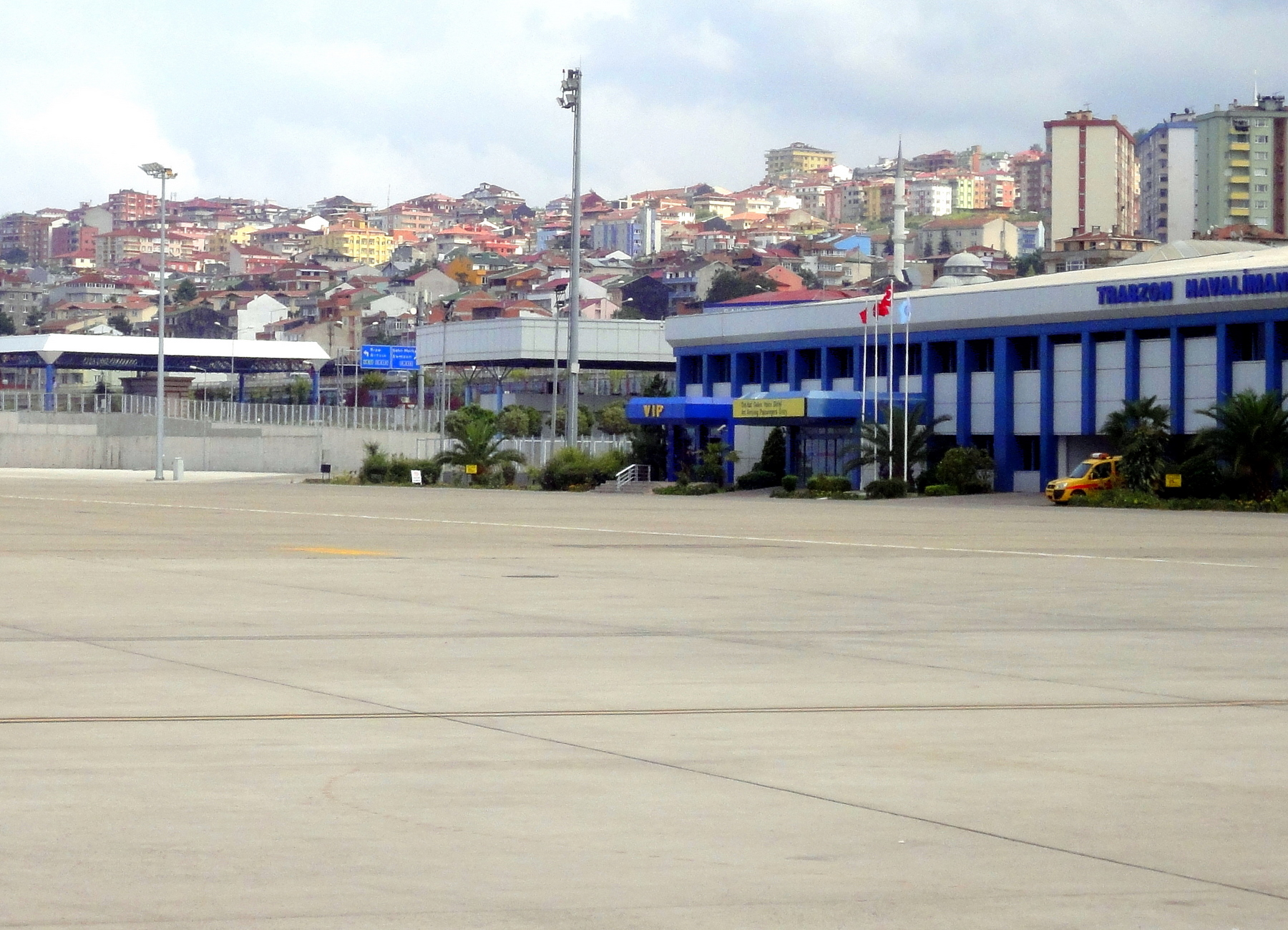
Letiště

Ve městě působí fotbalové kluby 1461 Trabzon, Trabzonspor a Ofspor.

## Partnerská města
- Soči, Rusko (1993)
- Ž’-čao, Čína (1997)
- Szigetvár, Maďarsko (1998)
- Batumi, Gruzie (2000)
- Rašt, Írán (2000)
- Zandžán, Írán (2001)
- Kuopio, Finsko (1967)